# فيرجيليو باركو فارغاس
فيرجيليو باركو فارغاس (بالإسبانية: Virgilio Barco) (و. 1921 – 1997 م) هو مهندس مدني، ودبلوماسي، ومهندس من كولومبيا .
وهو عضو في الحزب الليبرالي الكولومبي .

## التعليم
تعلم في الجامعة الوطنية، وجامعة بوسطن، ومعهد ماساتشوستس للتقنية.

## روابط خارجية
- فيرجيليو باركو فارغاس على موقع الموسوعة البريطانية (الإنجليزية)
- فيرجيليو باركو فارغاس على موقع مونزينجر (الألمانية)